# Johann Carl Friedrich Dauthe
Johann Carl Friedrich Dauthe (* 26. September 1746 in Leipzig, nicht in Großzschocher; † 13. Juli 1816 in Bad Flinsberg, Niederschlesien) war ein deutscher Architekt, Landschaftsarchitekt und Kupferstecher des frühen Klassizismus in Leipzig, dessen Bauten zumeist dem sogenannten Zopfstil zuzurechnen sind.

## Leben
Geboren wurde Johann Carl Friedrich Dauthe als Sohn des Leipziger Kaffeehauspächters und ehemaligen kursächsischen Soldaten Johann Heinrich Dauthe. Nach Privatunterricht bei Adam Friedrich Oeser und Immatrikulation an der Universität Leipzig studierte er Architektur an der Dresdner Kunstakademie bei Friedrich August Krubsacius, einem der nachhaltigsten deutschen Kritiker des Rokoko. Bis Oeser den von ihm hochgeschätzten Dauthe 1776 eigenmächtig als Lehrer für Architektur an die Leipziger Kunstakademie berief, war er seit 1773 als Amts-, Mühlen- und Wasserbaugeschworener sowie als kurfürstlicher Landfeldmesser tätig. Von 1780 bis zu seinem Tode stand er als erster Baudirektor im Dienst der Stadt Leipzig. Seine Mitgliedschaft in der Leipziger Freimaurerloge Minerva zu den drei Palmen verband ihn seit 1778 mit zahlreichen Geistesgrößen und Künstlern. Seit 1782 war er mit Johanna Magdalena Olbrecht, Tochter des Leipziger Oberstadtschreibers, verheiratet. Während eines Kuraufenthaltes in Begleitung seiner in Breslau lebenden Tochter erlag er im 70. Lebensjahr einem Schlaganfall.

## Werke

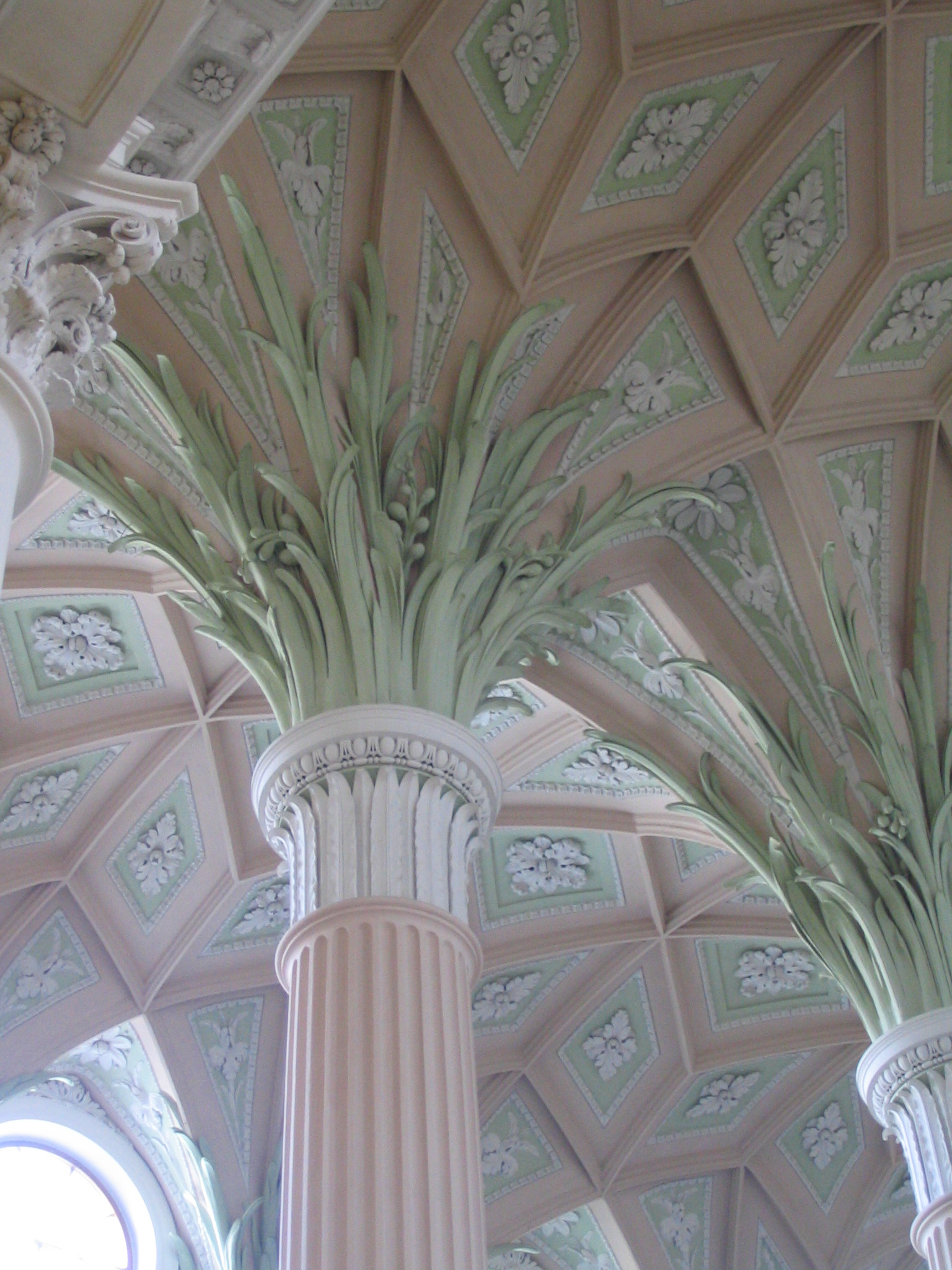
Palmenkapitell in der Leipziger Nikolaikirche

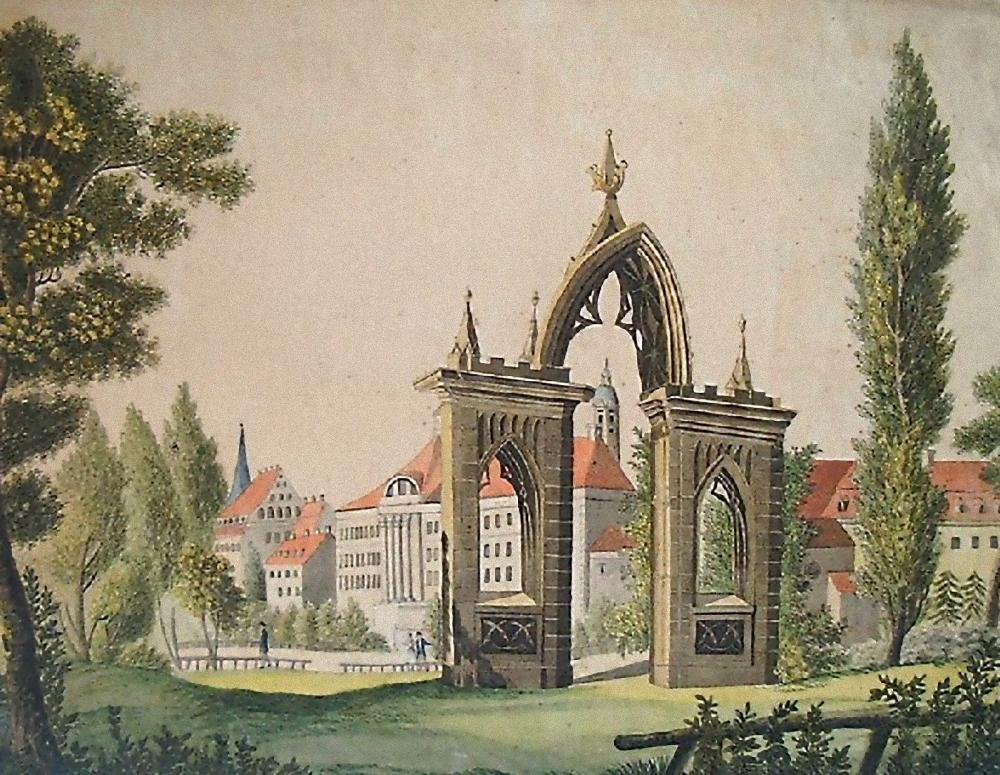
Das Gotische Tor als Parkeingang

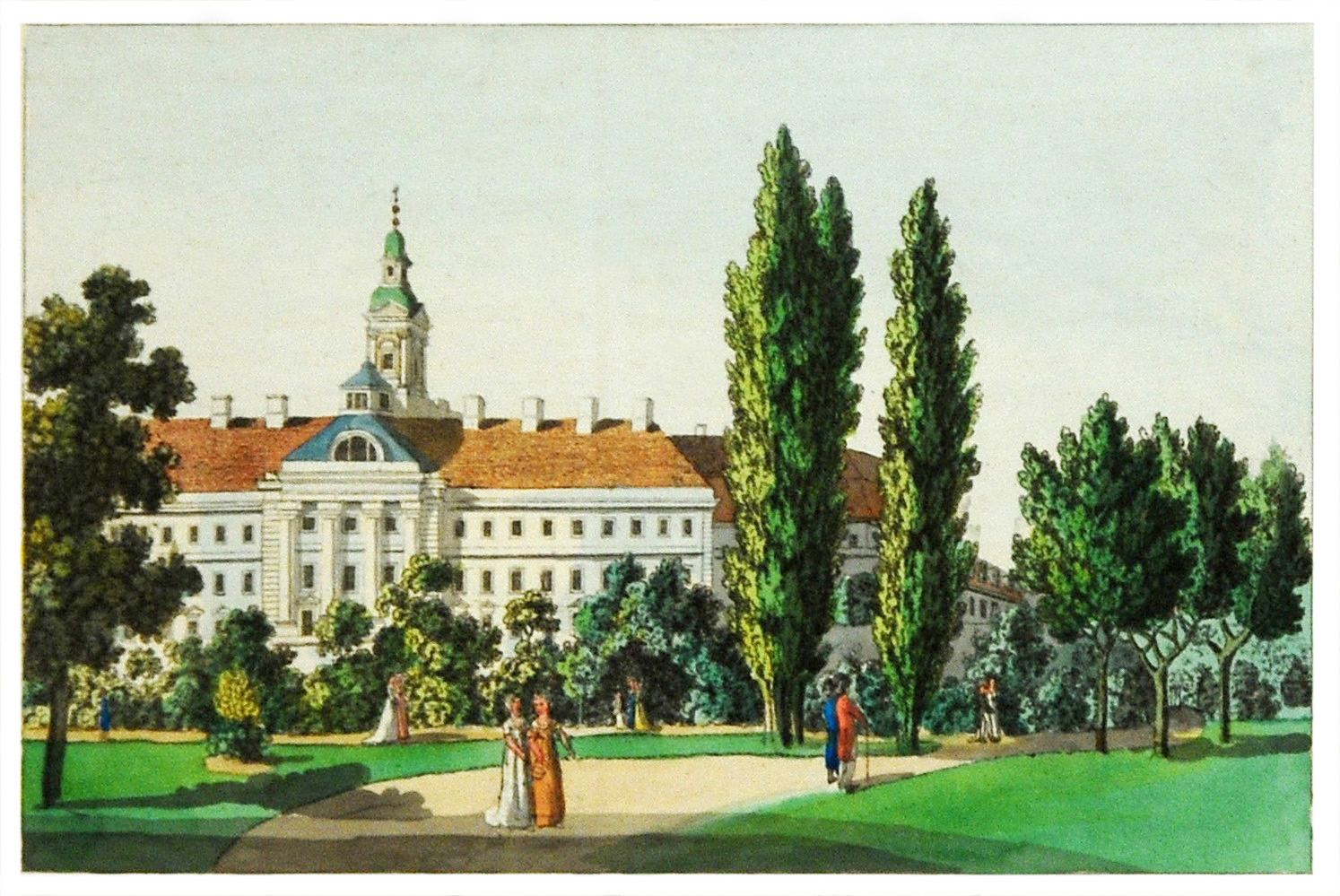
Georgenhaus mit dem Dautheschen Säulenportikus

Dauthe fand zunächst um 1770 Beachtung auf Grund einiger Kupferstiche in Aquatinta-Manier, meist mit Darstellungen antiker Genres. Durch Experimente scheint er hinter das Geheimnis der von Jean Baptiste Leprince erfundenen Aquatintatechnik gekommen zu sein. Dauthe besaß selbst eine umfangreiche Sammlung an Stichen, von denen Goethe einige aus dem Nachlass erwarb.
Den Beginn seiner baukünstlerischen Karriere markieren der Garten (ab 1770) und das Palais (1777/78) für den Leipziger Bankier Eberhard Heinrich Löhr, die nach dem Park und Schloss in Wörlitz zu den frühesten klassizistischen Schöpfungen in Mitteldeutschland gehören, wenngleich sie noch stilistische Elemente des Barock und Rokoko aufweisen. Während Löhrs Haus von der Straße als kubischer Baukörper erschien, erinnerte es auf der Gartenseite an eine barocke Dreiflügelanlage. Das Gebäude wurde mehrfach bis zur Unkenntlichkeit umgebaut, aus ihm entstand das heutige Hotel Fürstenhof.
Die erste Aufgabe als städtischer Baudirektor bestand 1780/81 im Einbau eines Konzertsaales im Zeughausflügel des Gewandhauses (abgebrochen). Der Saal galt als akustisches Wunder und trug seinerseits zur Weltgeltung des Leipziger Gewandhausorchesters bei.
Ab 1785 ist Dauthe für die englische Parkanlage mit Schwanenteich und Schneckenberg sowie dem großen Stadtvorplatz, heute Augustusplatz, anstelle des alten Stadtgrabens verantwortlich. Die hölzerne neogotische Eingangspforte der Anlage wird ebenfalls Dauthe zugeschrieben. Für das an den Park angrenzende Zucht- und Waisenhaus St. Georg schuf er eine neue Schaufassade mit Säulenportikus (abgebrochen).
Dauthes Hauptwerk ist der, in langer Bauzeit von 1784 bis 1797 erfolgte klassizistische Umbau des Innenraums der spätgotischen Leipziger Nikolaikirche, welcher zugleich als einziges seiner Werke unverändert bis in die heutige Zeit erhalten blieb und als eine der originellsten Schöpfungen des deutschen Klassizismus gilt. Dauthe schuf einen eindrucksvollen Innenraum, in dem alles Gotische kunstvoll kaschiert wurde. Beachtenswert sind die ungewöhnlichen, frei aus den Säulenkapitellen herauswachsenden Palmenwedel. Empfehlungen des französischen Architekturtheoretikers Marc-Antoine Laugier zur Umgestaltung gotischer Kirchen hat Dauthe hier fast wörtlich und kongenial umgesetzt.
Für die Universitätssternwarte schuf Dauthe 1790 einen kleinen Rundbau auf dem Turm der Pleißenburg (abgebrochen).
Beim Bau der ersten nichtkonfessionellen Bürgerschule Deutschlands (1796–1804) nutzte Dauthe die alte Moritzbastei von Hieronymus Lotter als Basis, die eine ungewöhnliche fünfeckige Grundrissform bedingte. Das Gebäude wurde auf Grund erheblicher Gründungsschwierigkeiten und der einbrechenden Befreiungskriege erst posthum 1834 vollendet (im Zweiten Weltkrieg zerstört).
Originell waren auch Dauthes Festarchitekturen, etwa für den Einzug des sächsischen Königs Friedrich August I. in Leipzig im Jahr 1808.
Neben weiteren städtischen Bauaufgaben werden Dauthe Entwürfe und Ausführungen für mehrere Privatbauten, Herrenhäuser und andere Gebäude in Leipzig und Sachsen zugeschrieben (Dorfkirche Paunsdorf, Wohnhaus des Leipziger Bürgermeisters Carl Wilhelm Müller, Schloss Oberschöna, Schloss Dölkau u. a.). Da Johann Carl Friedrich Dauthes Wirken regional beschränkt war und die meisten seiner Bauten zerstört sind, ist er zu Unrecht fast völlig in Vergessenheit geraten. Seine Arbeiten zeugen von großem Talent und phantasievoller Originalität. Der Leipziger Kunsthistoriker Prof. Albrecht Kurzwelly befand 1913, dass Dauthe „zu den begabtesten und eigenartigsten Vertretern des Klassizismus, die Deutschland hervorgebracht hat“ gehöre.

## Ehrungen
Im Leipziger Stadtteil Thonberg trägt eine Straße seinen Namen.